# Staatscommissie in zake buitengewoon hooge waterstanden op den Rotterdamschen Waterweg
De Staatscommissie in zake buitengewoon hooge waterstanden op den Rotterdamschen Waterweg was een door minister C. Lely in maart 1916 ingestelde commissie om te onderzoeken of de hoge waterstanden tijden de stormvloed van 1916 in Rotterdam en Dordrecht groter waren door uitgevoerde verdiepingswerken.

## Problemen bij Rotterdam
Alhoewel er in het Rijnmondgebied relatief weinig schade was door de stormvloed van 1916, werd er wel een probleem geconstateerd. Bij de stormvloed van 1916 was de waterstand in Hoek van Holland vrijwel even hoog als in 1906 (302 en 297 cm boven NAP) maar in Rotterdam was het verschil veel groter (331 en 298 cm boven NAP). Tussen 1906 en 1916  was de Nieuwe Waterweg verdiept en waren er wat afsluitingswerken uitgevoerd. De vraag was dus of er wellicht door de verdieping van de Nieuwe Waterweg nog veel hogere waterstanden in Rotterdam zouden kunnen gaan voorkomen. De minister (Cornelis Lely) constateerde dat dit zowel technisch als politiek een moeilijk probleem was. Hij formeerde daarom een commissie waarin een aantal deskundigen van Rijkswaterstaat en het KNMI zaten, onder leiding van een gerespecteerd wetenschapper, de wiskundige (en sterrenkundige) prof. Van de Sande Bakhuyzen. De commissie heeft heel uitgebreid onderzoek gedaan en dit gerapporteerd in een lijvig en zeer goed onderbouwd rapport.

## Het onderzoek
In eerste instantie werd geprobeerd het probleem rekenkundig op te lossen met een methode ontwikkeld door prof. De Vries Broekman van de TU Delft. Deze methode bleek echter als grote beperking te hebben dat het uitvoeren van de berekening met een mechanische rekenmachine te veel tijd zou vergen (de berekening van één enkele situatie zou ongeveer 2,5 jaar kosten). Men heeft daarom gekozen voor een meer empirische benadering van ir. C.W. Lely (de zoon van Cornelis Lely). Hieruit volgde dat de extra verhoging in Rotterdam bij deze specifieke storm het gevolg was van het feit dat de storm erg lang aanhield en er een grote bovenafvoer van de Rijn was. Hierdoor kon het water niet afgevoerd worden naar zee gedurende het laagwater tussen twee hoogwatertoppen. De verdieping van de Nieuwe Waterweg speelde een marginale rol, en de andere werken hadden zelfs een positief effect.  Een paar jaar later liep prof. Lorentz als voorzitter van een onderzoekscommissie met betrekking tot de verwachte waterstanden na aanleg van de Afsluitdijk tegen een vergelijkbaar probleem aan. Toen is ervoor gekozen om een kleine vereenvoudiging van het rekenschema te maken waarmee het probleem behapbaar werd - weliswaar nog steeds door de inzet van veel rekenaars. Deze oplossing werkte niet voor de benedenrivieren, omdat er geen rivierafvoer in de berekening gebracht kon worden. Pas rond 1930 kon dit probleem door het werk van Mazure en Van Veen opgelost worden.

## Een vooruitziende blik van de commissie
De commissie concludeert dat deze waterstanden het gevolg waren va een bijzondere samenloop van omstandigheden, maar constateerde ook dat nog een veel extremere samenloop van omstandigheden zeer wel mogelijk is. Lely schrijft hierover:
Bij het ... daaromtrent ingestelde onderzoek bleek echter, dat in dit opzicht de stormvloed van 13/14 Januari 1916 nog niet het uiterste bereikte, waarmede redelijker wijze rekening is te houden.
Een nog meer ongunstige samenloop van omstandigheden dan in 1916 kan zich voordoen, wanneer na een langdurige periode van buiig stormachtig weder uit het Zuidwesten en Noordwesten, gevolgd door een aanhoudenden krachtigen westnoordwestelijken storm, het hoogtepunt van den storm samenvalt met het oogenblik van astronomisch hoogwater, gedurende de perioden waarin de zoogenaamde springtijden vallen, en als dan tevens de bovenrivier zeer hoog is opgezet.
In 1916 waren al deze ongunstige omstandigheden nog niet aanwezig. Het hoogtepunt van den storm te Hoek van Holland en te Rotterdam viel toen n.1. niet samen met het oogenblik van astronomisch hoogwater, maar kwam voor tijdens het ebtij, ongeveer anderhalf uur na laagwater, terwijl het dien dag vrijwel doodtij was. Ook was de waterstand op de bovenrivier wel tamelijk hoog — de waterstand te Arnhem op den voorafgaanden dag bedroeg 10.62 M. + N.A.P. of bijna 2 M. boven M.R. — doch had nog belangrijk hooger kunnen zijn. Een stand hooger dan 12 M. + N.A.P. te Arnhem, d. i. ruim 3 M. boven M.R., komt toch in het stormseizoen gemiddeld ongeveer 3 & 4 dagen per jaar voor.
In 1953 viel de storm wel samen met springtij. 